# All Together Now
«All Together Now» es una canción de la banda de rock británica The Beatles, incluida originalmente en el álbum y película Yellow Submarine de 1969.  Aunque fue grabada durante la sesiones de Magical Mystery Tour en mayo de 1967, permaneció inédita hasta casi dos años después,  al igual que otras de esa misma época.
Contrariamente a la creencia popular, la canción no fue escrita en su totalidad por la pareja John Lennon y Paul McCartney, sino que se atribuye esencialmente a McCartney. Otras versiones indican que ciertos versos son idea de Lennon y otros son de McCartney.
Ambos trataron de escribir una canción para niños, y "All Together Now" fue el resultado de una canción parecida a las que cantan las niñas cuando juegan en la escuela saltando la cuerda.
La letra es muy simple y en ese sentido tiene similitud a "Yellow Submarine". La canción se interpretó en estilo skiffle con una guitarra acústica, bajo y un bombo. El banjo, la armónica y los platillos fueron agregados posteriormente. McCartney era la voz líder en las estrofas, Lennon en el pre-coro, y los cuatro Beatles cantaban el estribillo. Igual que en "Yellow Submarine", Harrison no participa con la guitarra. Lennon se hace cargo del banjo y la armónica.
"All Together Now" fue grabada el 12 de mayo de 1967 y mezclada el mismo día, pero no se publicó hasta el 17 de enero de 1969, cuando apareció en la banda sonora de la película Yellow Submarine. Las grabaciones duraron sólo seis horas y el resultado final se consiguió luego de nueve tomas. Es el único tema de la película en la que aparecen los verdaderos miembros de The Beatles, y es interpretada como un breve extracto justo antes de los créditos finales.
Cuando la banda viajó a la India para estudiar meditación trascendental cambiaron el verso que decía "E F G H I J I Love You" a "E F G H I, Jai Guru Dev" en honor al Maharishi Mahesh Yogi. En la actualidad algunos aficionados al fútbol del Reino Unido usan esta canción para alentar a su equipo.

## Créditos[4]
- John Lennon: Banyo, Armónica (Höhner Chromatic), coros
- Paul McCartney: Bajo eléctrico (Rickenbacker 4001s), Voz principal, guitarra rítmica (Epiphone Texan).
- George Harrison: Coros, Guitarra acústica (Gibson 160e).
- Ringo Starr: batería (Ludwig Super Classic).